# Tectaria amesiana
Tectaria amesiana är en ormbunkeart som beskrevs av A. A. Eat. Tectaria amesiana ingår i släktet Tectaria och familjen Tectariaceae. Inga underarter finns listade.